# Jaroslav Navrátil
Jaroslav Navrátil (Přerov, 24 luglio 1957) è un allenatore di tennis ed ex tennista cecoslovacco, dal 1993 ceco.

## Carriera
In carriera ha vinto 2 titoli di doppio. Nei tornei del Grande Slam ha ottenuto il suo miglior risultato raggiungendo i quarti di finale nel doppio all'Open di Francia nel 1986, in coppia con Michiel Schapers, e nel 1986, in coppia con il connazionale Stanislav Birner.
In Coppa Davis ha disputato una sola partita, ottenendo nell'occasione una vittoria.

## Statistiche

### Doppio

#### Vittorie (2)
| Numero | Anno | Torneo              | Superficie  | Compagno    | Avversari in finale       | Punteggio     |
| 1.     | 1988 | Lorraine Open, Metz | Sintetico   | Tom Nijssen | Rill Baxter Nduka Odizor  | 6–2, 6–7, 7–6 |
| 2.     | 1988 | ATP Praga, Praga    | Terra rossa | Petr Korda  | Thomas Muster Horst Skoff | 7–5, 7–6      |